# Shark Tank México
Shark Tank México, negociando con tiburones es una serie de televisión mexicana de telerrealidad en la que participan Arturo Elías Ayub, Rodrigo Herrera Aspra, Ana Victoria García, Carlos Bremer y Marcus Dantus. Por episodio, y con invitados implacables, estos inversionistas apuestan por la idea o producto que tenga más probabilidades de triunfar en el mercado.

## Producción
Estrenada el 16 de junio de 2016, en Canal Sony, el programa es una franquicia del formato internacional Dragons' Den (La guarida del dragón), el cual se originó en Japón en 2001. Shark Tank México muestra concursantes aspirantes a emprendedores realizando presentaciones de negocios a un panel de inversionistas, cada uno denominado «tiburón o shark». Recientemente ha ganado popularidad en redes sociales, como Youtube, Twitter e Instagram.
El 30 de junio de 2019, se empezó a transmitir por televisión abierta a través del canal Imagen Televisión.
El episodio de estreno de la quinta temporada, emitido el 26 de junio de 2020 por el Canal Sony, obtuvo un índice de audiencia de 0.22 convirtiéndose en el más visto de la serie en comparación con estrenos de las cuatro temporadas anteriores. Esta temporada, además, batió récords de audiencia con más de tres millones de televidentes, posicionando a Canal Sony en el top 10 de las señales más vistas en la Televisión de paga.
El 26 de octubre de 2020 se anunció a través de sus cuentas oficiales de redes sociales la renovación para una sexta temporada, misma que terminó de ser grabada en marzo de 2021, cuando Ana Bond, gerente de producción internacional para Sony Pictures Television adelantó que la nueva temporada sería estrenada durante la segunda mitad del año. La sexta temporada fue estrenada el 16 de julio y el especial de mujeres emprendedoras el 9 de noviembre de 2021. La séptima temporada, tuvo estreno el 1 de julio de 2022 y un año después la octava temporada.
A lo largo de la emisión del programa, la versión mexicana ha contado con spots promocionales por parte de la emisión estadounidense.

## Descripción

### Primera temporada
Negociando con tiburones se estrenó en junio de 2016 y se emitieron 14 episodios hasta octubre de 2016. 
Los cinco tiburones del elenco original en su temporada fueron: Ana Victoria García, fundadora de Victoria 147 y ex Directora regional de Endeavor México; Arturo Elías Ayub, director de Alianzas Estratégicas y Contenidos de América Móvil, director de Fundación Telmex y director de Uno TV; Carlos Bremer, CEO y presidente del Consejo de Value Grupo Financiero; Jorge Vergara, fundador de Grupo Omnilife y propietario del Club Deportivo Guadalajara; y Rodrigo Herrera Aspra, fundador, director general y presidente del Consejo de Genomma Lab.

### Segunda temporada
En junio de 2017 fue renovada por ABC para una segunda temporada, que se estrenó el 9 de junio de 2017 y contó con 19 episodios. En esta, la ausencia de Ana Victoria García cede el rol femenino a Patricia Armendáriz, directora de Financiera Sustentable.

### Tercera temporada
La tercera temporada se estrenó el 13 de abril de 2018; En esta temporada se incorporó Marcus Dantus, el inversionista que más tiempo permanecería en el programa. Dantus es líder de Startup México, autor e inversionista ángel, él junto a Luis Harvey, fundador de Nexxus Capital, sustituyeron a Jorge Vergara y Arturo Elías Ayub como elenco principal, aunque este último participó en pocos episodios como tiburón invitado.

### Cuarta temporada
En enero de 2019 se anunció la cuarta temporada, que contó con el regreso de Arturo Elías Ayub como inversionista principal y con la integración del cantante mexicano Emmanuel como tiburón invitado. También, fue la última temporada en contar con la participación del empresario Luis Harvey.

### Quinta temporada
En 2020 se estrenó la quinta temporada. En ella, la producción de Sony Pictures Televisión rindió homenaje a Jorge Vergara, tiburón original quien falleciera en 2019.
En esta ocasión se contó con dos inversionistas invitados de la emisión Shark Tank Colombia: Andrea Arnau y Mauricio Hoyos. Como tercer invitado se contó con el esperado regreso de Ana Victoria García, "tiburona" original de la primera temporada.
Esta fue la temporada más vista por televidentes y la que empujó el auge de la popularidad del programa en redes sociales.

### Sexta temporada
En mayo se anunció por medio de sus redes oficiales el estreno de la sexta temporada. En febrero y marzo del 2021 se dieron a conocer los nombres de aquellos inversionistas que estarían ausentes, así como el de aquellos nuevos que se adicionaron a la serie. 
La ausencia de Carlos Bremer, tiburón original, permite entrada a Braulio Arsuaga. Braulio, reconocido como uno de los 300 líderes más influyentes del país, es el actual CEO de Grupo Presidente, importante empresa de restaurantes y grupo hotelero. Como él, Mauricio Hoyos de Shark Tank Colombia continuó participando como invitado previo al estreno de la cuarta temporada de su emisión de la franquicia (Shark Tank Colombia).
Esta temporada removió la participación de Patricia Armendáriz debido a la incompatibilidad de esta con sus aspiraciones políticas, descartado cualquier intento de volver al programa.Así, la cara femenina del programa se perpetuó con Ana Victoria García, la segunda participación de Andrea Arnau y el nuevo repertorio de emprendedoras que se unieron intensionando destacar el papel de la mujer en los negocios: 
El elenco principal de esta temporada contó con la participación de Marisa Lazo, fundadora de Pastelerías Marisa y de la línea de postres Dolce Natura, ambos negocios locales de Jalisco; así como Alejandra Ríos Spínola, CEO del centro culinario Ambrosía, reconocido restaurante y escuela gastronómica en la Ciudad de México. Como invitada especial se tuvo a Deborah Dana Beyda, fundadora de la aplicación móvil Canasta Rosa y cofundadora de Kiwilimón, el portal de recetas más popular del país.
Esta temporada también contó con el episodio número 100 en ser transmitido desde el estreno de la emisión México de la franquicia Dragon's Den/Shark Tank y, finalmente, con tres episodios especiales dedicados a las Mujeres Emprendedoras con motivo del 19 de noviembre, Día Internacional de la Mujer Emprendedora.

### Séptima temporada
Por medio de sus redes sociales oficiales, se anunció la renovación para una séptima temporada de la edición México, misma que se estrenó el 1 de julio de 2022.
Para esta edición Arturo Elías Ayub, Rodrigo Herrera y Ana Victoria García, los tres tiburones originales restantes, anunciaron su despedida de "el tanque", dándose así la llegada de un elenco totalmente renovado.
El 25 de enero de ese año fue anunciada la anexión de Amaury Vergara, hijo del fallecido tiburón, Jorge Vergara. Además, esta fue también la última temporada de Braulio Arsuaga, ahora como parte del reparto de tiempo completo. En esta temporada también participó el hotelero mazatleco Ernesto Coppel, propietario de la cadena de hoteles Pueblo Bonito; y Alejandro Litchi, CEO de Grupo NICE.

### Octava temporada
En diciembre del 2022, Sony Pictures Televisión Latinoamérica anunció la octava temporada del programa, aunque con cambio de producción.
Para marzo del 2023 se dieron a conocer más detalles sobre la nueva temporada. Debido a la nueva producción, esta temporada contó un set completamente nuevo; minimalista y moderno,  basado en la arquitectura prehispánica de las pirámides mexicanas. También, se introdujeron cuatro nuevos inversionistas que se unieron a Marcus Dantus, Alejandra Ríos, Marisa Lazo, Amaury Vergara y Alejandro Litchi.
La primera en anunciarse fue Karla Berman, inversionista ángel que ha ejercido como directora de bienes y consumo en Google México y responsable de la estrategia comercial de YouTube para Hispanoamérica. También, fue la primera mujer Directora de Operaciones de Softbank en México. Actualmente es consejera de Endeavor México y de la Harvard Business School.
Posteriormente fue Brian Requarth, cofundador de Latitud, aceleradora de negocios. Un californiano que ha pasado por Latinoamérica para inviertir en startups con potencial.
Adriana Gallardo, mexicalense propietaria de AGI Business Group y Adriana’s insurance, empresas californianas. Además, ha sido estrella de telerrealidad en programas de televisión.
Oswaldo Trava, apodado “oso”, fundador de Cracks Educación, una empresa de aprendizaje; asesor en desarrollo de negocios, inversionista ángel y asesor de startups.
Al término de esta temporada, por medio de sus redes oficiales, la producción rindió un pequeño homenaje a Carlos Bremer, inversionista original del programa, quien falleciera en 2024. También lo hicieron así sus excompañeros Arturo Elías, Ana Victoria García, Rodrigo Herrera y Marcus Dantus.

### Novena temporada
En febrero de 2024, por medio de sus redes oficiales, se anunció el regreso del programa para una novena temporada. En abril del 2024 dos nuevos inversionista fueron anunciados como parte del elenco: Víctor González Herrera y Simón Cohen. El primero, hijo del famoso "Dr. Simi" y heredero del gigante farmacéutico que es Farmacias Similares. El segundo, fundador de Henco Global, el operador logístico con mayor volumen de contendedores en México.
En esta temporada, el programa tendrá por primera vez un panel de tiburones y pitches exclusivos que se subirán al canal de YouTube, teniendo a Alexander Torrenegra, director de Torre y también tiburón en Shark Tank Colombia y Bismarck Lepe, director de Wizeline. Esta ha sido la última temporada en la que Marcus Dantus, el inversionista que más tiempo ha permanecido en el programa, participa.

### Décima temporada
En 2025, Sony Pictures Television anunció la producción de la décima temporada (X). El registro para postulación de proyectos inició el mismo año. En marzo fueron anunciados los nuevos inversionistas de esta temporada: el peruano Mauricio Schwartzmann, country manager de Mastercard México; Ari Borovoy, cantante y actor mexicano, integrante del grupo OV7; y Miguel Layún, futbolista mexicano y exmiembro de la Selección Mexicana. Para esta temporada continuarán Alejandra Ríos, Amaury Vergara, Karla Berman, Marisa Lazo, Simon Cohen y Oswaldo Trava. 

## Elenco
| Tiburones               | Temporadas | Temporadas | Temporadas | Temporadas | Temporadas | Temporadas | Temporadas | Temporadas | Temporadas | Temporadas |
| Tiburones               | 1          | 2          | 3          | 4          | 5          | 6          | 7          | 8          | 9          | 10         |
| ----------------------- | ---------- | ---------- | ---------- | ---------- | ---------- | ---------- | ---------- | ---------- | ---------- | ---------- |
| Ana Victoria García     | Principal  |            |            |            | Invitada   | Invitada   |            |            |            |            |
| Jorge Vergara †         | Principal  | Principal  |            |            |            |            |            |            |            |            |
| Carlos Bremer †         | Principal  | Principal  | Principal  | Principal  | Principal  |            |            |            |            |            |
| Arturo Elías Ayub       | Principal  | Principal  | Invitado   | Principal  | Principal  | Principal  |            |            |            |            |
| Rodrigo Herrera Aspra   | Principal  | Principal  | Principal  | Principal  | Principal  | Principal  |            |            |            |            |
| Patricia Armendáriz     |            | Principal  | Principal  | Principal  | Principal  |            |            |            |            |            |
| Marcus Dantus           |            |            | Principal  | Principal  | Principal  | Principal  | Principal  | Principal  | Principal  |            |
| Luis Harvey             |            |            | Principal  | Principal  |            |            |            |            |            |            |
| Emmanuel                |            |            |            | Invitado   |            |            |            |            |            |            |
| Andrea Arnau            |            |            |            |            | Invitada   | Invitada   |            |            |            |            |
| Mauricio Hoyos          |            |            |            |            | Invitado   | Invitado   |            |            |            |            |
| Deborah Dana Beyda      |            |            |            |            |            | Invitada   |            |            |            |            |
| Braulio Arsuaga         |            |            |            |            |            | Invitado   | Principal  |            |            |            |
| Alejandra Ríos Spinola  |            |            |            |            |            | Principal  | Principal  | Principal  | Principal  | Principal  |
| Marisa Lazo             |            |            |            |            |            | Principal  | Principal  | Principal  | Principal  | Principal  |
| Ernesto Coppel          |            |            |            |            |            |            | Principal  |            |            |            |
| Alejandro Litchi        |            |            |            |            |            |            | Principal  | Principal  | Principal  |            |
| Amaury Vergara          |            |            |            |            |            |            | Principal  | Principal  | Principal  | Principal  |
| Adriana Gallardo        |            |            |            |            |            |            |            | Principal  |            |            |
| Brian Requarth          |            |            |            |            |            |            |            | Principal  |            |            |
| Oswaldo Trava           |            |            |            |            |            |            |            | Principal  | Principal  | Principal  |
| Karla Berman            |            |            |            |            |            |            |            | Principal  | Principal  | Principal  |
| Víctor González Herrera |            |            |            |            |            |            |            |            | Principal  |            |
| Simón Cohen             |            |            |            |            |            |            |            |            | Principal  | Principal  |
| Alexander Torrenegra    |            |            |            |            |            |            |            |            | Invitado   |            |
| Bismarck Lepe           |            |            |            |            |            |            |            |            | Invitado   |            |
| Mauricio Schwartzmann   |            |            |            |            |            |            |            |            |            | Principal  |
| Ari Borovoy             |            |            |            |            |            |            |            |            |            | Principal  |
| Miguel Layún            |            |            |            |            |            |            |            |            |            | Principal  |

## Episodios
| Temporada | Temporada | Episodios     | Transmisión         | Transmisión              |
| Temporada | Temporada | Episodios     | Inicio              | Final                    |
| --------- | --------- | ------------- | ------------------- | ------------------------ |
|           | T1        | 14            | 17 de junio de 2016 | 16 de septiembre de 2016 |
|           | T2        | 19            | 19 de junio de 2017 | 7 de octubre de 2017     |
|           | T3        | 19            | 13 de abril de 2018 | 21 de septiembre de 2018 |
|           | T4        | 21            | 3 de mayo de 2019   | 30 de agosto de 2019     |
|           | T5        | 20            | 26 de junio de 2020 | 6 de noviembre de 2020   |
|           | T6        | 20            | 16 de julio de 2021 | 26 de noviembre de 2021  |
|           | T7        | 20            | 1 de julio de 2022  | 10 de noviembre de 2022  |
|           | T8        | 20            | 7 de julio de 2023  | noviembre de 2023        |
|           | T9        | ?             | 2 de agosto de 2024 | diciembre 2024           |
|           | X         | En producción | En producción       | En producción            |

### Temporada 1 (2016)
| N.º (total) | N.º (temp.) | Título        | Estreno Original         |
| --- | ----------- | ------------- | ------------------------ |
| 1 | 1           | «Episodio 1»  | 17 de junio de 2016      |
| En el primer episodio de 'Shark Tank México' cinco nuevos productos son ofrecidos para que los tiburones evalúen si tienen el potencial comercial necesario para invertir en ellos. Panel de inversionistas: Ana Victoria García Álvarez, Arturo Elías Ayub, Rodrigo Alonso Herrera Aspra, Jorge Vergara y Carlos Bremer.                                                                       |             |               |                          |
| 2 | 2           | «Episodio 2»  | 24 de junio de 2016      |
| En el segundo episodio de 'Shark Tank México' cinco emprendedores y sus socios se tiran al tanque exponiendo sus productos. ¿Los magnates decidirán ayudarlos económicamente? ¿Tendrán estos productos el potencial necesario? Panel de inversionistas: Ana Victoria García Álvarez, Arturo Elías Ayub, Rodrigo Alonso Herrera Aspra, Jorge Vergara y Carlos Bremer.                            |             |               |                          |
| 3 | 3           | «Episodio 3»  | 1 de julio de 2016       |
| En este episodio, una empresa de movilidad para discapacitados; un producto que combina comida italiana y mexicana; una plataforma que involucra a la fotografía. Además videojuegos y motociclistas buscan llamar la atención de los tiburones Panel de inversionistas: Ana Victoria García Álvarez, Arturo Elías Ayub, Rodrigo Alonso Herrera Aspra, Jorge Vergara y Carlos Bremer.           |             |               |                          |
| 4 | 4           | «Episodio 4»  | 8 de julio de 2016       |
| Hoy se lanzarán al tanque cuatro productos innovadores: "Kissing Spray", "Briko", " Samba Smoothie" y "Buggy Rides". Descubre junto a los tiburones de qué se trata cada uno y elige a tu favorito. Panel de inversionistas: Ana Victoria García Álvarez, Arturo Elías Ayub, Rodrigo Alonso Herrera Aspra, Jorge Vergara y Carlos Bremer.                                                       |             |               |                          |
| 5 | 5           | «Episodio 5»  | 15 de julio de 2016      |
| Nuevos proyectos se tiran a la pileta de los tiburones: 'Dilo en Señas', 'Thermal Tech', 'Novelistik', 'Stuntshare' y 'Tope inteligente'. Descubre junto a los tiburones de que se trata cada una de estas nuevas propuestas. Panel de inversionistas: Ana Victoria García Álvarez, Arturo Elías Ayub, Rodrigo Alonso Herrera Aspra, Jorge Vergara y Carlos Bremer.                             |             |               |                          |
| 6 | 6           | «Episodio 6»  | 22 de julio de 2016      |
| Nuevos productos y servicios se paran frente a los tiburones para ganarse su inversión. Descubre junto a los tiburones lo que cinco emprendedores vienen a ofrecer. ¿Lograrán llamar la atención de los empresarios? Panel de inversionistas: Ana Victoria García Álvarez, Arturo Elías Ayub, Rodrigo Alonso Herrera Aspra, Jorge Vergara y Carlos Bremer.                                      |             |               |                          |
| 7 | 7           | «Episodio 7»  | 29 de julio de 2016      |
| Hoy se tiran a la piscina dos emprendedores, un museólogo, una publicista y un pedagogo. Este puñado de expertos en diferentes áreas busca que los tiburones inviertan en sus innovadoras propuestas comerciales. Panel de inversionistas: Ana Victoria García Álvarez, Arturo Elías Ayub, Rodrigo Alonso Herrera Aspra, Jorge Vergara y Carlos Bremer.                                         |             |               |                          |
| 8 | 8           | «Episodio 8»  | 5 de agosto de 2016      |
| Los tiburones tendrán que elegir entre diferentes negocios para invertir en ellos. La variedad en las áreas comerciales los sorprenderán: desde calzado, hotelería y médicos virtuales, entre otras, harán difícil la tarea. Panel de inversionistas: Ana Victoria García Álvarez, Arturo Elías Ayub, Rodrigo Alonso Herrera Aspra, Jorge Vergara y Carlos Bremer.                              |             |               |                          |
| 9 | 9           | «Episodio 9»  | 12 de agosto de 2016     |
| El tanque se llena en esta ocasión: una emprendedora presenta un producto que cambiará el mundo ganadero, una directora de cine asegura que el negocio se encuentra en la cultura y unas amigas quieren promover su negocio de moda. Panel de inversionistas: Ana Victoria García Álvarez, Arturo Elías Ayub, Rodrigo Alonso Herrera Aspra, Jorge Vergara y Carlos Bremer.                      |             |               |                          |
| 10 | 10          | «Episodio 10» | 19 de agosto de 2016     |
| En el episodio de hoy: dos emprendedores quieren llevar parte de la cultura mexicana al mundo digital; tres amigos buscan generar ingresos para los estudiantes y varios emprendedores más buscan conquistar a los tiburones. Panel de inversionistas: Ana Victoria García Álvarez, Arturo Elías Ayub, Rodrigo Alonso Herrera Aspra, Jorge Vergara y Carlos Bremer.                             |             |               |                          |
| 11 | 11          | «Episodio 11» | 26 de agosto de 2016     |
| Dos emprendedores tienen una buena oferta de negocio; una marca busca crecer en el mundo de la moda; unos ingenieros proponen una atractiva innovación ecológica y dos jóvenes presentan un negocio que tentaría a los tiburones gracias a sus ganancias. Panel de inversionistas: Ana Victoria García Álvarez, Arturo Elías Ayub, Rodrigo Alonso Herrera Aspra, Jorge Vergara y Carlos Bremer. |             |               |                          |
| 12 | 12          | «Episodio 12» | 2 de diciembre de 2016   |
| Los empresarios verán nuevos proyectos. Serán tentados por un negocio que incluye palomitas de maíz, otro empresario propone desarrollar una marca de productos estéticos masculinos, aunque, tal vez, el elegido sea un mobiliario a energía solar. Panel de inversionistas: Ana Victoria García Álvarez, Arturo Elías Ayub, Rodrigo Alonso Herrera Aspra, Jorge Vergara y Carlos Bremer.      |             |               |                          |
| 13 | 13          | «Episodio 13» | 9 de septiembre de 2016  |
| Hoy van al tanque: una plataforma que hace redituable el conocimiento; dos socios que quieren revolucionar la forma en la que los mexicanos salen de fiesta y una empresa que logró reducir los costos de uno de los productos más vendidos en el país. Panel de inversionistas: Ana Victoria García Álvarez, Arturo Elías Ayub, Rodrigo Alonso Herrera Aspra, Jorge Vergara y Carlos Bremer.   |             |               |                          |
| 14 | 14          | «Episodio 14» | 16 de septiembre de 2016 |
| En el último episodio de 'Shark Tank México', cuatro nuevos proyectos se presentan frente a los tiburones, ¿alguno logrará convencerlos? También habrá un repaso con los mejores negocios de la primera temporada. Panel de inversionistas: Ana Victoria García Álvarez, Arturo Elías Ayub, Rodrigo Alonso Herrera Aspra, Jorge Vergara y Carlos Bremer.                                        |             |               |                          |

### Temporada 2 (2017)
| N.º (total) | N.º (temp.) | Título        | Estreno Original         |
| --- | ----------- | ------------- | ------------------------ |
| 15 | 1           | «Episodio 1»  | 19 de junio de 2017      |
| Un joven aparece en el programa con un producto que podría dar pelea en el mercado de los chicles y un par de hermanos van con una idea que suena muy bien: los gusanófonos. Además, dos chicos traen una arriesgada idea para el cuidado de la salud. Panel de inversionistas: Patricia Armendáriz, Arturo Elías Ayub, Rodrigo Alonso Herrera Aspra, Jorge Vergara y Carlos Bremer.     |             |               |                          |
| 16 | 2           | «Episodio 2»  | 26 de junio de 2017      |
| Una pareja quiere compartir una gran experiencia de venta con los tiburones; dos estudiantes del Instituto Politécnico Nacional esperan aliviar las molestias de miles de mujeres, y dos socios aseguran que su empresa es el negocio soñado. Panel de inversionistas: Patricia Armendáriz, Arturo Elías Ayub, Rodrigo Alonso Herrera Aspra, Jorge Vergara y Carlos Bremer.              |             |               |                          |
| 17 | 3           | «Episodio 3»  | 3 de julio de 2017       |
| Un equipo de emprendedores con una misión que va más allá del dinero; una experta en té que quiere llevar su producto al siguiente nivel y a todos los hogares de México, y dos diseñadores industriales que quieren cambiar la industria médica. Panel de inversionistas: Patricia Armendáriz, Arturo Elías Ayub, Rodrigo Alonso Herrera Aspra, Jorge Vergara y Carlos Bremer.          |             |               |                          |
| 18 | 4           | «Episodio 4»  | 10 de julio de 2017      |
| Un empresario que con su desarrollo podría solucionar un polémico problema en México, un emprendedor busca darle un giro a su negocio creando su propia marca y un joven tapatío deja el escritorio y la computadora por el negocio de la moda. Panel de inversionistas: Patricia Armendáriz, Arturo Elías Ayub, Rodrigo Alonso Herrera Aspra, Jorge Vergara y Carlos Bremer.            |             |               |                          |
| 19 | 5           | «Episodio 5»  | 17 de julio de 2017      |
| Un producto dejará en shock a los tiburones, dos socios buscan el motor perfecto para su empresa y una propuesta podría envolver a cualquiera. Además, un emprendedor usa un sabroso anzuelo para atraer a sus posibles inversionistas. Panel de inversionistas: Patricia Armendáriz, Arturo Elías Ayub, Rodrigo Alonso Herrera Aspra, Jorge Vergara y Carlos Bremer.                    |             |               |                          |
| 20 | 6           | «Episodio 6»  | 24 de julio de 2017      |
| Una emprendedora está dispuesta a echar toda la carne al asador por un proyecto que incubó cuando era una estudiante. Además, un par de licenciados en creación de negocios traen una idea que aportará seguridad a miles de hogares en todo México. Panel de inversionistas: Patricia Armendáriz, Arturo Elías Ayub, Rodrigo Alonso Herrera Aspra, Jorge Vergara y Carlos Bremer.       |             |               |                          |
| 21 | 7           | «Episodio 7»  | 31 de julio de 2017      |
| Hoy tenemos: un inventor que crea un negocio sobre ruedas, una empresa pegajosa literalmente, dos emprendedores dispuestos a pinchar a más de un tiburón y una pareja dispuesta a transformar su negociación en un divertido coctel de negocios. Panel de inversionistas: Patricia Armendáriz, Arturo Elías Ayub, Rodrigo Alonso Herrera Aspra, Jorge Vergara y Carlos Bremer.           |             |               |                          |
| 22 | 8           | «Episodio 8»  | 7 de agosto de 2017      |
| Un sorprendente invento dejará a los tiburones con la boca abierta y una marca de productos ecológicos los dejará rechinando de limpios. Además, una pareja de regiomontanos podría tener entre sus manos el eslabón perdido de la industria del regalo. Panel de inversionistas: Patricia Armendáriz, Arturo Elías Ayub, Rodrigo Alonso Herrera Aspra, Jorge Vergara y Carlos Bremer.   |             |               |                          |
| 23 | 9           | «Episodio 9»  | 14 de agosto de 2017     |
| Una empresa quiere cambiar la vida de las personas, un novel inventor podría evitar inundaciones y malos olores con innovación, un joven empresario busca cambiar la alimentación en las escuelas y un proyecto de movilidad quiere imponerse en México. Panel de inversionistas: Patricia Armendáriz, Arturo Elías Ayub, Rodrigo Alonso Herrera Aspra, Jorge Vergara y Carlos Bremer.   |             |               |                          |
| 24 | 10          | «Episodio 10» | 21 de agosto de 2017     |
| Un joven informático les ofrecerá a los tiburones un mar de oportunidades, un dúo de emprendedores busca acabar con los tediosos problemas en los restaurantes y un equipo de desarrolladores veracruzanos quieren cuidar la salud de los bebés mexicanos. Panel de inversionistas: Patricia Armendáriz, Arturo Elías Ayub, Rodrigo Alonso Herrera Aspra, Jorge Vergara y Carlos Bremer. |             |               |                          |
| 25 | 11          | «Episodio 11» | 25 de agosto de 2017     |
| Dos jóvenes emprendedores quieren poner un granito de arena al crecimiento de la industria vitivinicultora en México, una pareja supo caminar por el laberinto de la propiedad intelectual y presentará su triunfo a los tiburones. Panel de inversionistas: Patricia Armendáriz, Arturo Elías Ayub, Rodrigo Alonso Herrera Aspra, Jorge Vergara y Carlos Bremer.                        |             |               |                          |
| 26 | 12          | «Episodio 12» | 28 de diciembre de 2017  |
| Un equipo de emprendedores tiene el virus del fútbol en la sangre, una enérgica mujer con una propuesta de negocio protegerá a sus clientes de los rayos solares y un doctor está comprometido con las madres de familia de todo México. Panel de inversionistas: Patricia Armendáriz, Arturo Elías Ayub, Rodrigo Alonso Herrera Aspra, Jorge Vergara y Carlos Bremer.                   |             |               |                          |
| 27 | 13          | «Episodio 13» | 1 de septiembre de 2017  |
| Dos hermanos traen una idea deliciosa y saludable que beneficiaría a los agricultores mexicanos, una diseñadora de interiores presenta una idea sustentable y un regio viene con un proyecto ecológico que pondrá a pelear a los tiburones. Panel de inversionistas: Patricia Armendáriz, Arturo Elías Ayub, Rodrigo Alonso Herrera Aspra, Jorge Vergara y Carlos Bremer.                |             |               |                          |
| 28 | 14          | «Episodio 14» | 8 de septiembre de 2017  |
| Una diseñadora de interiores convirtió sus dolores de cabeza en un proyecto 'relajante', dos vestuaristas de teatro hicieron de su pasión por la moda y las historias una empresa sui géneris y un equipo de emprendedores valora el producto. Panel de inversionistas: Patricia Armendáriz, Arturo Elías Ayub, Rodrigo Alonso Herrera Aspra, Jorge Vergara y Carlos Bremer.             |             |               |                          |
| 29 | 15          | «Episodio 15» | 15 de septiembre de 2017 |
| Un emprendedor trae una idea que podría hacer de México un país más seguro, una pareja transformó una situación adversa y un antojo en un delicioso negocio y un joven de Jalisco sueña con crear su propio deporte. Panel de inversionistas: Patricia Armendáriz, Arturo Elías Ayub, Rodrigo Alonso Herrera Aspra, Jorge Vergara y Carlos Bremer.                                       |             |               |                          |
| 30 | 16          | «Episodio 16» | 22 de septiembre de 2017 |
| Un emprendimiento social busca mejorar la vida de millones de recién nacidos en México y el mundo, a un par de socios no les importa hacer el 'trabajo sucio' para ganar dinero y una pareja de emprendedores busca un tiburón que se ajuste a su medida. Panel de inversionistas: Patricia Armendáriz, Arturo Elías Ayub, Rodrigo Alonso Herrera Aspra, Jorge Vergara y Carlos Bremer.  |             |               |                          |
| 31 | 17          | «Episodio 17» | 29 de septiembre de 2017 |
| Un apasionado empresario con un negocio verde podría interesar a más de un tiburón, tres jóvenes desarrolladores de tecnología y realidad virtual buscan sorprender y una dulce emprendedora busca cambiar la visión de los tiburones sobre un producto. Panel de inversionistas: Patricia Armendáriz, Arturo Elías Ayub, Rodrigo Alonso Herrera Aspra, Jorge Vergara y Carlos Bremer.   |             |               |                          |
| 32 | 18          | «Episodio 18» | 6 de octubre de 2017     |
| Una innovadora empresa necesita de un tiburón que los ayude a crecer un proyecto muy divertido, una artista lucha por convertir su talento en un negocio y unos emprendedores tienen un negocio que provocará que más de un tiburón tenga escalofríos. Panel de inversionistas: Patricia Armendáriz, Arturo Elías Ayub, Rodrigo Alonso Herrera Aspra, Jorge Vergara y Carlos Bremer.     |             |               |                          |
| 33 | 19          | «Episodio 19» | 7 de octubre de 2017     |
| Dos hermanos sorprenderán a más de un tiburón, unos emprendedores sociales buscan encontrar a un socio tiburón, unas jóvenes quieren barrer con todo en el tanque y una emprendedora cerrará el show con uno de los mejores pitches de la temporada. Panel de inversionistas: Patricia Armendáriz, Arturo Elías Ayub, Rodrigo Alonso Herrera Aspra, Jorge Vergara y Carlos Bremer.       |             |               |                          |

### Temporada 3 (2018)
| N.º (total) | N.º (temp.) | Título        | Estreno Original         |
| --- | ----------- | ------------- | ------------------------ |
| 34 | 1           | «Episodio 1»  | 13 de abril de 2018      |
| Un emprendedor que tiene una íntima propuesta para los tiburones (INTIMANN); dos hermanos que quieren cumplir el sueño de miles de jóvenes deportistas (VISORMANÍA).                                                                                     |             |               |                          |
| 35 | 2           | «Episodio 2»  | 20 de abril de 2018      |
| TK Punching, La Planta del Pie, Pay It y Syrinx fueron los emprendimientos que se presentaron en el segundo episodio de esta temporada. |             |               |                          |
| 36 | 3           | «Episodio 3»  | 27 de abril de 2018      |
| Autocinema Coyote, Axixa, Checalock y Astor Dona Fit fueron los nuevos proyectos que llegaron al tanque. |             |               |                          |
| 37 | 4           | «Episodio 4»  | 4 de mayo de 2018        |
| Benoli, Treeshoes, Te escucho ahora y Sal de Pompa fueron los proyectos de este episodi |             |               |                          |
| 38 | 5           | «Episodio 5»  | 11 de mayo de 2018       |
| Beelinguapp, Nulliav, Fúli y Litro Por Litro |             |               |                          |
| 39 | 6           | «Episodio 6»  | 18 de mayo de 2018       |
| Practi Bite, Cooperativa Conejos, Lacrin y Refly fueron los proyectos de este episodio. |             |               |                          |
| 40 | 7           | «Episodio 7»  | 25 de mayo de 2018       |
| Tizne Tacomotora, Laudrive, Puercomonte y Mangata fueron los proyectos de este episodio |             |               |                          |
| 41 | 8           | «Episodio 8»  | 1 de junio de 2018       |
| Sweetbite Snacks, ECGlove, Rayito de Luna y Hamburguesas Memorables son los proyectos de este episodio. |             |               |                          |
| 42 | 9           | «Episodio 9»  | 8 de junio de 2018       |
| Hoy en 'Shark Tank México', dos jóvenes emprendedores traen un producto para protegerse de las inclemencias del clima y tres ingenieros presentan una solución tecnológica a un importante problema de salud.                                            |             |               |                          |
| 43 | 10          | «Episodio 10» | 15 de junio de 2018      |
| Hoy en 'Shark Tank México', una pareja quiere deslizar su negocio en el tanque, un joven quiere darle valor a cosas que otros ya no quieren, un emprendedor rompe los estereotipos de su contexto y un tercero trae un proyecto muy innovador.           |             |               |                          |
| 44 | 11          | «Episodio 11» | 26 de julio de 2018      |
| Hoy en 'Shark Tank México', dos hermanos traen un proyecto hecho a partir de una curiosa materia prima; un 'biker' presenta una aplicación que podría salvar miles de vidas en todo México y una pareja se toma la belleza muy en serio.                 |             |               |                          |
| 45 | 12          | «Episodio 12» | 2 de agosto de 2018      |
| Hoy en Shark Tank México: una pareja sabe dónde rascar para encontrar inversiones, unos emprendedores buscan sorprender a los tiburones con su innovador proyecto y una pareja de entusiastas quieren vestir a todos los papás y mamás de México.        |             |               |                          |
| 46 | 13          | «Episodio 13» | 9 de agosto de 2018      |
| Hoy en Shark Tank México: dos emprendedores están dispuestos a todo para llevar un delicioso producto mexicano a todos los rincones del mundo y dos socias deben dignificar el trabajo de los artesanos mexicanos.                                       |             |               |                          |
| 47 | 14          | «Episodio 14» | 16 de agosto de 2018     |
| Hoy en 'Shark Tank México', tenemos un par de socios comprometidos con reducir los índices de diabetes en México, un entusiasta emprendedor que busca mejorar la seguridad informática y dos promotores de arte que luchan por democratizar su segmento. |             |               |                          |
| 48 | 15          | «Episodio 15» | 23 de agosto de 2018     |
| Hoy en 'Shark Tank México', una pareja de diseñadores propone un producto funcional y agradable a la vista, un emprendedor trae un negocio helado para rejuvenecer billeteras y dos inventores presentan un sistema de seguridad para hogares.           |             |               |                          |
| 49 | 16          | «Episodio 16» | 30 de agosto de 2018     |
| Hoy en Shark Tank México: un negocio huele muy bien y además protege el medio ambiente, un padre y su hijo quieren ganarse un lugar en el negocio del béisbol en México, y tres hermanos tienen una empresa con 90 años de tradición en México.          |             |               |                          |
| 50 | 17          | «Episodio 17» | 7 de septiembre de 2018  |
| Hoy en Shark Tank México: un sistema de organización permite a cualquier persona cumplir sus metas, una plataforma en línea cambia la forma de reparar los autos y tres hermanos traen un producto para integrar a los más pequeños de la casa.          |             |               |                          |
| 51 | 18          | «Episodio 18» | 14 de septiembre de 2018 |
| Hoy en Shark Tank México: una emprendedora cambiará la forma de despintarse las uñas, dos hermanos traen una plataforma de realidad virtual para evitar accidentes de trabajo y una empresa familiar busca una inversión para llegar a todo el mundo.    |             |               |                          |
| 52 | 19          | «Episodio 19» | 21 de septiembre de 2018 |
| Hoy en Shark Tank México: un negocio une la gastronomía y la artesanía, traemos un producto mexicano para deportistas y un dulce negocio con enfoque social.                                                                                             |             |               |                          |

### Temporada 4 (2019)
| N.º (total) | N.º (temp.) | Título        | Estreno Original     |
| --- | ----------- | ------------- | -------------------- |
| 53 | 1           | «Episodio 1»  | 3 de mayo de 2019    |
| Hoy en Shark Tank México: un proyecto que cree en las segundas oportunidades (MEXICANA JAIL BRAND)... Y una innovadora propuesta culinaria genera gran interés entre los Sharks, las Salchichas de Atún Rossonero, presentadas por el fundador de la empresa Enrique Espinosa, se posiciona como la sensación de la noche y obtiene propuestas de inversión de todos los Tiburones. |             |               |                      |
| 54 | 2           | «Episodio 2»  | 10 de mayo de 2019   |
| Hoy en SharkTank México: una marca de productos para la playa. |             |               |                      |
| 55 | 3           | «Episodio 3»  | 17 de mayo de 2019   |
| Hoy en SharkTank México: un equipo leonense con las botas bien puestas (ULÄN). |             |               |                      |
| 56 | 4           | «Episodio 4»  | 23 de mayo de 2019   |
| En este episodio, una pareja trae un negocio integral, un joven está orgullosamente en el programa favorito de su papá, presentan un proyecto de movilidad muy divertido y un invento podría cambiar la cocina japonesa. |             |               |                      |
| 57 | 5           | «Episodio 5»  | 31 de mayo de 2019   |
| En este episodio un emprendedor se siente “muy salsa”, un par de socios traen un producto que “envolverá” a los tiburones, dos hermanos traen un negocio sobre ruedas y dos jóvenes mexicanas embellecerán el tanque con arte y moda. |             |               |                      |
| 58 | 6           | «Episodio 6»  | 7 de junio de 2019   |
| En este episodio, un matrimonio trae un producto para los amantes del café sin cafeína... ¡y sin café! Además, un emprendedor presenta un dispositivo que podría ahorrar miles de litros de agua en México. |             |               |                      |
| 59 | 7           | «Episodio 7»  | 14 de junio de 2019  |
| En este episodio un trío de emprendedores está listo para crecer, un extraño invento quiere rodar en el tanque, un emprendedor trae un producto perfecto para los dientes de tiburón y dos jóvenes presentan un proyecto hidrofóbico y nanotecnológico. |             |               |                      |
| 60 | 8           | «Episodio 8»  | 21 de junio de 2019  |
| Dos emprendedores con ganas de construir (BRIQ), dos chicos que buscan innovar (LIALT), unos socios que quieren hackear el tanque (HACKADEMY) y una emprendedora podría tener un negocio millonario (COCO JEWE). |             |               |                      |
| 61 | 9           | «Episodio 9»  | 28 de junio de 2019  |
| Un producto para salvar la vida (EMITI), una aplicación para medir la compatibilidad (YUZ CLICK), dos hermanos con su negocio (DON CHACHO) y un emprendedor que hará decir a los tiburones: (WORALES). |             |               |                      |
| 62 | 10          | «Episodio 10» | 5 de julio de 2019   |
| Una emprendedora que transformó una debilidad (SAVELLA), un proyecto con impacto medioambiental (CEPOR), hermanos con un producto que se oye bien (BUEN DÍA RÉCORDS), y un producto que te hará brincar (GHETTO). |             |               |                      |
| 63 | 11          | «Episodio 11» | 12 de julio de 2019  |
| Emprendedores que hacen feliz a la gente (CALDOS ÁNIMO); un artista empresario (FAMILIA USAKA); madre e hija con un negocio de regado (HIDRO+Z); y socios que combaten el robo de celulares (SELLFONE). |             |               |                      |
| 64 | 12          | «Episodio 12» | 19 de julio de 2019  |
| Un emprendedor que dejará secos los bolsillos (DRY ME); un amante de la naturaleza (GARDEN KUUTS); un inventor con una idea para el insomnio (BANDA NEUTÓNICA); y una técnica artesanal que revive (ARTE MEX). |             |               |                      |
| 65 | 13          | «Episodio 13» | 2 de agosto de 2019  |
| Una empresa familiar con un gran sentido de negocios (SAL VERDE); una emprendedora inmobiliaria que trae un cómodo negocio (L&L); y un amante del fútbol con un producto que provocará entusiasmo (TRIPORT). |             |               |                      |
| 66 | 14          | «Episodio 14» | 5 de agosto de 2019  |
| En este episodio, tres emprendedores traen un producto que podría cambiar el destino de una de las frutas más populares de México y de dos ingenieros presentan un desarrollo que podría transformar la industria de la construcción. |             |               |                      |
| 67 | 15          | «Episodio 15» | 9 de agosto de 2019  |
| Una emprendedora ecologista (ECOSTALITOS); un amante de la música (BOCINAS LUTHIER); dos hermanos que comparten su compromiso con la naturaleza (BAMBOORGANIC); y una ex bailarina de ballet (PUNTIÉ). |             |               |                      |
| 68 | 16          | «Episodio 16» | 12 de agosto de 2019 |
| Un abogado transforma la separación (TIOEX); padre e hija revolucionan la narrativa (PATHBOOKS); un inventor simplifica viajes (MALETA PRÁCTICA Y FÁCIL); una emprendedora con un negocio limpio (COCO SMILE). |             |               |                      |
| 69 | 17          | «Episodio 17» | 16 de agosto de 2019 |
| Unas hermanas homenajean a su abuela (CLUB ABUELOS); dos jaliscienses con un negocio verde (SIIBAL); una dupla le pone sabor al tanque (MOOTS); unos ingenieros buscan una melodiosa inversión (PARADOX EFFECTS). |             |               |                      |
| 70 | 18          | «Episodio 18» | 19 de agosto de 2019 |
| Padre e hijo buscan llegar a lo más alto (CAPSI LEÓN); dos amigas que emprenden (TULUMINATI); un joven camina por el camino del emprendimiento (ROARS); un entusiasta de los juegos de mesa (CARAVANA GAMELAB). |             |               |                      |
| 71 | 19          | «Episodio 19» | 23 de agosto de 2019 |
| En este episodio de 'Shark Tank México', una joven cambió su alimentación y con ello su vida profesional. Luego, unas hermanas convirtieron esos bellos recuerdos de la infancia en un negocio, además un proyecto busca reciclar y ayudar el ambiente. |             |               |                      |
| 72 | 20          | «Episodio 20» | 26 de agosto de 2019 |
| En este episodio de 'Shark Tank México', unos jóvenes quieren brincar con una cuantiosa inversión. Además, una emprendedora sabe muy bien que lo saludable es tendencia y vende, y una pareja de emprendedores tiene sueños extraordinarios. |             |               |                      |
| 73 | 21          | «Episodio 21» | 30 de agosto de 2019 |
| Kirén Miret desde la emblemática locación del show nos lleva por el camino de la memoria para conocer, después de cuatro temporadas, cuál ha sido el destino de algunos de los emprendimientos emblemáticos del show. |             |               |                      |

### Temporada 5 (2020)
| N.º (total) | N.º (temp.) | Título        | Estreno Original         |
| --- | ----------- | ------------- | ------------------------ |
| 74 | 1           | «Episodio 1»  | 26 de junio de 2020      |
| Un trío de entusiastas de un platillo emblemáticos de México (CHILAKLETA), unas emprendedoras que luchan por más (PALMA), un proyecto verde (DESPLASTIFÍCATE) y un entusiasta de la tecnología (SOLARA). Panel de inversionistas: Patricia Armendáriz, Arturo Elías Ayub, Rodrigo Alonso Herrera Aspra, Marcus Dantus, y Carlos Bremer.                       |             |               |                          |
| 75 | 2           | «Episodio 2»  | 3 de julio de 2020       |
| Dos socios mejoran la calidad de vida de los mexicanos (IXHUA); una emprendedora que prefiere cobrar por tiempo (CHEZ VOUS); y tres hermanos que convierten un oficio en un negocio (CHORIZOS DM). Panel de inversionistas: Patricia Armendáriz, Arturo Elías Ayub, Rodrigo Alonso Herrera Aspra, Marcus Dantus, y Mauricio Hoyos.                            |             |               |                          |
| 76 | 3           | «Episodio 3»  | 10 de julio de 2020      |
| Un par de emprendedores quieren conquistar el tanque (JLU), una pareja con un producto reusable (PAYOLS), un emprendedor con un sueño (BLUE GREEN); y un proyecto que crece verde y fuerte (BOSQUE ETERNO). Panel de inversionistas: Patricia Armendáriz, Arturo Elías Ayub, Rodrigo Alonso Herrera Aspra, Marcus Dantus, y Carlos Bremer.                    |             |               |                          |
| 77 | 4           | «Episodio 4»  | 17 de julio de 2020      |
| Un apasionado de las pizzas (RIQUE KITCHENS), tres socios con un juguete interactivo (FLIVERS), un emprendedor de 70 años, en busca de una oportunidad (VIVASOX), y dos apasionadas del orden (LAS ORGANIZERS). Panel de inversionistas: Patricia Armendáriz, Arturo Elías Ayub, Rodrigo Alonso Herrera Aspra, Carlos Bremer y Andrea Arnau.                  |             |               |                          |
| 78 | 5           | «Episodio 5»  | 24 de julio de 2020      |
| Un emprendedor quiere meter gol (SPORT 12), unas emprendedoras quieren un mundo mejor (KIDS CLASS), un diseñador con una oferta sencilla (SMART CONTAINER); y un guerrerense con una bebida de dioses (ACA DELI). Panel de inversionistas: Ana Victoria García Álvarez, Patricia Armendáriz, Arturo Elías Ayub, Rodrigo Alonso Herrera Aspra y Carlos Bremer. |             |               |                          |
| 79 | 6           | «Episodio 6»  | 31 de julio de 2020      |
| Un equipo de padre e hija (DOCTOR JEM), un experto en negocios digitales (WHEEL THE WORLD), tres amigos con un helado negocio (BON MOT), y un joven emprendedor con conciencia social (VERBENA). Panel de inversionistas: Patricia Armendáriz, Arturo Elías Ayub, Rodrigo Alonso Herrera Aspra, Marcus Dantus, y Carlos Bremer.                               |             |               |                          |
| 80 | 7           | «Episodio 7»  | 7 de agosto de 2020      |
| Un equipo busca llevar de viaje a los escualos del tanque (GURÚ DE VIAJE); unas hermanas con un negocio para viajar en el tiempo (PINGALÓ) y un emprendedor de los caminos buscando un copiloto (MARGIES). Panel de inversionistas: Ana Victoria García Álvarez, Patricia Armendáriz, Arturo Elías Ayub, Rodrigo Alonso Herrera Aspra y Marcus Dantus.        |             |               |                          |
| 81 | 8           | «Episodio 8»  | 14 de agosto de 2020     |
| Dos emprendedores acaban con los documentos impresos (CINCEL); un valor agregado para un fruto (XÓKOTL); una orientación vocacional como negocio (TOP STUDENT); una fiesta llena de humo de colores (SWAGTASTIC). Panel de inversionistas: Patricia Armendáriz, Arturo Elías Ayub, Rodrigo Alonso Herrera Aspra, Carlos Bremer y Andrea Arnau.                |             |               |                          |
| 82 | 9           | «Episodio 9»  | 21 de agosto de 2020     |
| Una mamá transforma un problema (FUNNY VEGGIES), un emprendedor administra con tecnología (KIPERFY), una emprendedora con un sueño de mucho peso (UFFI DREAMS), y dos socios prenden el tanque (AMPERAMA). Panel de inversionistas: Patricia Armendáriz, Arturo Elías Ayub, Rodrigo Alonso Herrera Aspra, Marcus Dantus, y Carlos Bremer.                     |             |               |                          |
| 83 | 10          | «Episodio 10» | 28 de agosto de 2020     |
| Un emprendedor con una inversión segura (GWI), tres socios con una alternativa saludable (PUROXÍGENO), una emprendedora busca seguridad para los niños (AMARRADITOS), y un vendedor de belleza latina (SEASONS). Panel de inversionistas: Patricia Armendáriz, Arturo Elías Ayub, Rodrigo Alonso Herrera Aspra, Marcus Dantus, y Mauricio Hoyos.              |             |               |                          |
| 84 | 11          | «Episodio 11» | 4 de septiembre de 2020  |
| Un emprendedor muy perro para los negocios (MUTT), un experto financiero que mira hacia el futuro (MILLAS PARA EL RETIRO) y una madre de familia que luchará por dejar una buena impresión (PIXYALBUM). Panel de inversionistas: Patricia Armendáriz, Arturo Elías Ayub, Rodrigo Alonso Herrera Aspra, Marcus Dantus, y Carlos Bremer.                        |             |               |                          |
| 85 | 12          | «Episodio 12» | 11 de septiembre de 2020 |
| Una artesanía viaja por el tiempo (TONAS WOOD); tres socios que el futuro no toma por sorpresa (URBAN LEAVES); una colmena de beneficios (APPHIVE); y dos amigos mezclan culturas para innovar (OISHI ONIGIRI). Panel de inversionistas: Patricia Armendáriz, Arturo Elías Ayub, Rodrigo Alonso Herrera Aspra, Marcus Dantus, y Mauricio Hoyos.               |             |               |                          |
| 86 | 13          | «Episodio 13» | 18 de septiembre de 2020 |
| Una pareja muy artística (PAINT BAR), dos expertos en marketplace (DILMUN), una oferta que llegará a la piel (DERMABÓN), y tres inventores con la valentía de entrar a un mercado muy competido (K’AMI). Panel de inversionistas: Patricia Armendáriz, Arturo Elías Ayub, Rodrigo Alonso Herrera Aspra, Carlos Bremer y Andrea Arnau.                         |             |               |                          |
| 87 | 14          | «Episodio 14» | 25 de septiembre de 2020 |
| Dos apasionados por México y sus sabores (ZOFO), una pareja rescata maíces originarios (MAIZAJO), la primera sopa instantánea saludable (GANU), y dos hermanos llevan el cacao a todos los rincones (AMO CACAO). Panel de inversionistas: Patricia Armendáriz, Arturo Elías Ayub, Rodrigo Alonso Herrera Aspra, Marcus Dantus, y Carlos Bremer.               |             |               |                          |
| 88 | 15          | «Episodio 15» | 2 de octubre de 2020     |
| Una emprendedora que busca aprovechar al máximo los desechos (OH MY COCO), una pareja que revolucionará la forma de ver los deportes (STADIBOX) y una experta en un negocio tradicional (MAZAPANES ELISA). Panel de inversionistas: Patricia Armendáriz, Arturo Elías Ayub, Rodrigo Alonso Herrera Aspra, Marcus Dantus, y Mauricio Hoyos.                    |             |               |                          |
| 89 | 16          | «Episodio 16» | 9 de octubre de 2020     |
| Tres hermanos inyectan un shot de energía (BARIZZIMO), un crujiente negocio saludable (CRUJISANAS), dos apasionados del deporte a domicilio (2MOVE APP) y una pareja que enciende la llama del dinero (FIREBALL). Panel de inversionistas: Patricia Armendáriz, Arturo Elías Ayub, Rodrigo Alonso Herrera Aspra, Marcus Dantus, y Carlos Bremer.              |             |               |                          |
| 90 | 17          | «Episodio 17» | 16 de octubre de 2020    |
| Una empresa que trae filosofía milenaria (SPANDA AYURVEDA), un dúo con ideas verdes (RENOVARE), un emprendedor que revalora la artesanía (EL COLOR DE MÉXICO), y un proyecto que busca endulzar (BÚHO SODA). Panel de inversionistas: Ana Victoria García Álvarez, Patricia Armendáriz, Arturo Elías Ayub, Rodrigo Alonso Herrera Aspra y Marcus Dantus.      |             |               |                          |
| 91 | 18          | «Episodio 18» | 23 de octubre de 2020    |
| Un negocio personalizado (VINO PUÑO Y LETRA), una pareja comprometida con la alimentación saludable (BENJI), una solución a la epidemia de baches (ZELLA), y dos hermanos buscan la mascota perfecta (SR. DOG). Panel de inversionistas: Patricia Armendáriz, Arturo Elías Ayub, Rodrigo Alonso Herrera Aspra, Marcus Dantus, y Carlos Bremer.                |             |               |                          |
| 92 | 19          | «Episodio 19» | 30 de octubre de 2020    |
| Una empresa de almohadas con conciencia ecológica (DORMA), una salsaderezo con toque norteño (HUACHILETEKE), un trío propone una app de comida gratis (TREVBER) y un proyecto científico-pedagógico (SCINTIA). Panel de inversionistas: Patricia Armendáriz, Arturo Elías Ayub, Rodrigo Alonso Herrera Aspra, Carlos Bremer y Andrea Arnau.                   |             |               |                          |
| 93 | 20          | «Episodio 20» | 6 de noviembre de 2020   |
| Un emprendimiento da vuelta a los tiburones (CUPSHOT); dos estudiantes buscan impactar socialmente ZÄNA); unas cajas abren el apetito (GASTRO BOX); y un negocio busca noquear la apatía (LA VIEJA GUARDIA). Panel de inversionistas: Ana Victoria García Álvarez, Patricia Armendáriz, Arturo Elías Ayub, Rodrigo Alonso Herrera Aspra y Carlos Bremer.      |             |               |                          |

### Temporada 6 (2021)
| N.º (total) | N.º (temp.) | Título                           | Estreno Original         |
| --- | ----------- | -------------------------------- | ------------------------ |
| 94 | 1           | «Episodio 1»                     | 16 de julio de 2021      |
| Un emprendedor cuya mejor arma es el carisma (Master Holder); una tienda que quiere repensar el postre favorito de México (Santas Conchas); un equipo con el accesorio perfecto para los tiempos actuales (Pro B Vid); y una pareja de empresarios con un producto sumamente controversial (CBDbies). Panel de inversionistas: Arturo Elías Ayub, Rodrigo Alonso Herrera Aspra, Marcus Dantus, Alejandra Ríos y Marisa Lazo. |             |                                  |                          |
| 95 | 2           | «Episodio 2»                     | 23 de julio de 2021      |
| Una pareja que profesionalizó un servicio tecnológico muy informal (TECNOLAND); unos chicos que saben que el agua es el futuro (WATER MATTERS); y para cerrar, un proyecto que busca revolucionar el negocio de las bicicletas en México (CHOP CHOP BIKES). Panel de inversionistas: Arturo Elías Ayub, Rodrigo Alonso Herrera Aspra, Marcus Dantus, Mauricio Hoyos y Deborah Dana Beyda. |             |                                  |                          |
| 96 | 3           | «Episodio 3»                     | 30 de julio de 2021      |
| Dos emprendedores que viajaron a China para importar un modelo de negocio que cambiará la forma de vender productos seminuevos (TIENDA KOMET); una experta en salud menstrual con un proyecto disruptivo para el mercado femenino (LUNACUP); un dentista emprendedor que le sacará una sonrisa a los tiburones (SIMPLE SMILE); y una pareja de matemáticos con un invento que podría cambiar la forma en que se enseñan las matemáticas (ARTE AGL). Panel de inversionistas: Arturo Elías Ayub, Rodrigo Alonso Herrera Aspra, Marcus Dantus, Alejandra Ríos y Marisa Lazo. |             |                                  |                          |
| 97 | 4           | «Episodio 4»                     | 6 de agosto de 2021      |
| Una empresa que quiere innovar en la venta de chamarras (Alysh); una pareja inspirada por la tradición familiar (Marama); un producto de lujo hecho en México (Lo Esencial); y una emprendedora dedicada a cultivar la belleza interior (Dekós). Panel de inversionistas: Arturo Elías Ayub, Rodrigo Alonso Herrera Aspra, Marcus Dantus, Alejandra Ríos y Braulio Arsuaga. |             |                                  |                          |
| 98 | 5           | «Episodio 5»                     | 13 de agosto de 2021     |
| Una emprendedora que tiene el taco perfecto para el tanque (El Auténtico Pato Manila); un apasionado del medio tubo busca dar un giro a su negocio (Copal Patinetas); una pareja que ofrece educación sexual y mucha diversión (Meibi); y una app que potencia el trabajo de enfermeras y cuidadores (Care Me). Panel de inversionistas: Arturo Elías Ayub, Rodrigo Alonso Herrera Aspra, Marcus Dantus, Alejandra Ríos y Marisa Lazo. |             |                                  |                          |
| 99 | 6           | «Episodio 6»                     | 20 de agosto de 2021     |
| Dos expertos en software con una polémica herramienta digital que podría transformar el futuro del teletrabajo (FRONTMAN); un entusiasta emprendedor con una botana directamente salida del mar (CHUMARONES); dos socios que vieron en el sector de las mudanzas una oportunidad de oro (MOBBIT); y un apasionado de la moda que innovó con un material que ofrece un gran valor agregado (ELEMENTAL). Panel de inversionistas: Arturo Elías Ayub, Rodrigo Alonso Herrera Aspra, Marcus Dantus, Mauricio Hoyos y Deborah Dana Beyda.                                       |             |                                  |                          |
| 100 | 7           | «Episodio 7»                     | 27 de agosto de 2021     |
| Un par de empresarios que transformaron su vocación en una empresa (XE MÉDICA); una marca que impresionó a los más conocedores (CURANDERO); una empresa decidida a usar la tecnología a su favor (GLITZI); y un par de emprendedoras que saben cómo generar recuerdos (A TONO). Panel de inversionistas: Arturo Elías Ayub, Rodrigo Alonso Herrera Aspra, Marcus Dantus, Alejandra Ríos y Braulio Arsuaga. |             |                                  |                          |
| 101 | 8           | «Episodio 8»                     | 3 de septiembre de 2021  |
| Un emprendedor que se cuelga por los aires (SKY CLEANERS); bebidas frutales bajas en azúcares (DRINK PLUS/NIKTÉ); orejas perfectas y estéticas (EAR SOLUTION); y un sushi a la mexicana lleno de colores (SATORU). Panel de inversionistas: Arturo Elías Ayub, Rodrigo Alonso Herrera Aspra, Marcus Dantus, Alejandra Ríos y Marisa Lazo. |             |                                  |                          |
| 102 | 9           | «Episodio 9»                     | 10 de septiembre de 2021 |
| Dos expertos en análisis clínicos que buscan transformar la industria con un modelo de negocio a domicilio (CHEKTAHORA); dos financieros convencidos de que el futuro de la economía está en las criptomonedas (ISBIT); un negocio tan dulce que hará zumbar los oídos de los tiburones (PANALIA); y una pareja de emprendedores con un producto para reforzar el vínculo entre padres e hijos (CUNAS COLECHO MÉXICO). Panel de inversionistas: Arturo Elías Ayub, Rodrigo Alonso Herrera Aspra, Marcus Dantus, Mauricio Hoyos y Deborah Dana Beyda.                       |             |                                  |                          |
| 103 | 10          | «Episodio 10»                    | 17 de septiembre de 2021 |
| Un negocio basado en las espectaculares vistas de Baja California (CHILOCHILL); un invento que puede revolucionar a un deporte (CADI VIEW); y un par de emprendedores apasionados por la aventura (RUTOPÍA). Panel de inversionistas: Arturo Elías Ayub, Rodrigo Alonso Herrera Aspra, Marcus Dantus, Alejandra Ríos y Braulio Arsuaga. |             |                                  |                          |
| 104 | 11          | «Episodio 11»                    | 24 de septiembre de 2021 |
| Un par de amigos que tienen la cocina lista para ti (CENTRAL KITCHENS); un pavo muy especial y trabajador (PAVO DOWN); el postre que recuerda al amor de familia (ARROCÉ); y una marca para el cuidado de las pieles latinas (SEASONS). Panel de inversionistas: Arturo Elías Ayub, Rodrigo Alonso Herrera Aspra, Marcus Dantus, Alejandra Ríos y Marisa Lazo. |             |                                  |                          |
| 105 | 12          | «Episodio 12»                    | 1 de octubre de 2021     |
| Un invento que liberará de polvo a miles de hogares en todo México (EASY DRILL); un negocio de experiencias que dejará a los tiburones con el ojo cuadrado (RED PEPPER); dos hermanos con un innovador servicio de limpieza de calzado deportivo (BACK 2 LIFE); y un par de socios con un polémico emprendimiento para mejorar la salud física y emocional de los trabajadores de las empresas (MINO WELLNESS). Panel de inversionistas: Arturo Elías Ayub, Rodrigo Alonso Herrera Aspra, Marcus Dantus, Mauricio Hoyos y Deborah Dana Beyda.                              |             |                                  |                          |
| 106 | 13          | «Episodio 13»                    | 8 de octubre de 2021     |
| Una emprendedora que convirtió un accidente en un negocio muy exitoso (FIT BODY); un emprendedor que adaptó su negocio a las nuevas condiciones mundiales (TALLER DE WAFFLES); una pareja de empresarios dedicados a vestir al mejor amigo del hombre (RUFINOS), y un producto para mujeres que promete revolucionar la industria de las prendas femeninas (LA BRALETTE). Panel de inversionistas: Arturo Elías Ayub, Rodrigo Alonso Herrera Aspra, Marcus Dantus, Alejandra Ríos y Marisa Lazo.                                                                           |             |                                  |                          |
| 107 | 14          | «Episodio 14»                    | 15 de octubre de 2021    |
| Unos hermanos con la alcalinidad muy alta (WATIFY); una academia donde los niños descubren sus talentos y se divierten (ROBIN ACADEMY); carne al más puro estilo norteño (MANJARES MACHETE); y muebles de armado muy veloz (BOOM MOOD). Panel de inversionistas: Arturo Elías Ayub, Rodrigo Alonso Herrera Aspra, Marcus Dantus, Mauricio Hoyos y Deborah Dana Beyda. |             |                                  |                          |
| 108 | 15          | «Episodio 15»                    | 22 de octubre de 2021    |
| Un producto destinado a generar conciencia sexual en nuestra sociedad (JAPI); un invento que viene de la India para aliviar la sensación de resaca (SURVIVOR SHOT); una propuesta compleja sobre salud y economía en espacios rurales (SALUD FÁCIL); y un jugoso emprendimiento gastronómico, difícil de resistir (THE FOOD BOX). Panel de inversionistas: Arturo Elías Ayub, Rodrigo Alonso Herrera Aspra, Marcus Dantus, Alejandra Ríos y Braulio Arsuaga. |             |                                  |                          |
| 109 | 16          | «Episodio 16»                    | 29 de octubre de 2021    |
| Una escuela que quiere conquistar los paladares de todo México (TIANTÉ); una deliciosa manera de darle un giro a la comida callejera (CORALIYO CORN); una forma novedosa, aunque drástica, de mejorar la salud (VIV THERAPY); y un emprendedor listo para conquistar un pequeño gran mercado (JACOB’S SMALL SHOES). Panel de inversionistas: Arturo Elías Ayub, Rodrigo Alonso Herrera Aspra, Marcus Dantus, Alejandra Ríos y Marisa Lazo. |             |                                  |                          |
| 110 | 17          | «Episodio 17»                    | 5 de noviembre de 2021   |
| Óptica y bambú se unen en una empresa que busca una segunda oportunidad en el tanque (BAMBOO LIFE); la jamaica nunca fue tan saludable (HIBISCUS FARM); dos emprendedoras que quieren hacer accesibles las carriolas para todos (BEBÉ CAMALEÓN); y marquesitas crujientes en todo momento (SMART KESITAS). Panel de inversionistas: Arturo Elías Ayub, Rodrigo Alonso Herrera Aspra, Marcus Dantus, Alejandra Ríos y Braulio Arsuaga. |             |                                  |                          |
| 111 | 18          | «Especial Mujeres Emprendedoras» | 12 de noviembre de 2021  |
| Se presentan una serie de productos untables, deliciosos y saludables, un jabón biodegradable que cuida el medio ambiente, y dos odontólogas deciden producir ropa médica segura. Panel de inversionistas: Ana Victoria García Álvarez, Arturo Elías Ayub, Rodrigo Alonso Herrera Aspra, Andrea Arnau y Marisa Lazo |             |                                  |                          |
| 112 | 19          | «Especial Mujeres Emprendedoras» | 19 de noviembre de 2021  |
| Una empresa busca la comodidad total de las mujeres, un par de ingenieras traen un producto que promete ser tan delicioso como nutritivo, y se da un giro saludable para uno de los productos más apreciados por las familias mexicanas. Panel de inversionistas: Ana Victoria García Álvarez, Arturo Elías Ayub, Rodrigo Alonso Herrera Aspra, Andrea Arnau y Marisa Lazo |             |                                  |                          |
| 113 | 20          | «Especial Mujeres Emprendedoras» | 26 de noviembre de 2021  |
| Panel de inversionistas: Ana Victoria García Álvarez, Arturo Elías Ayub, Rodrigo Alonso Herrera Aspra, Andrea Arnau y Marisa Lazo |             |                                  |                          |

### Temporada 7 (2022)
| N.º (total) | N.º (temp.) | Título        | Estreno Original         |
| --- | ----------- | ------------- | ------------------------ |
| 114 | 1           | «Episodio 1»  | 1 de julio de 2022       |
| Ahorros y finanzas sanas con (Adulting); de la aplicación a tu avión (Tenedor del Cielo); lencería masculina y diseño con (Proteo). Panel de inversionistas: Marcus Dantus, Braulio Arsuaga, Alejandra Ríos, Amaury Vergara y Ernesto Coppel.                                                                                        |             |               |                          |
| 115 | 2           | «Episodio 2»  | 8 de julio de 2022       |
| Una empresa fundada por amor a Tijuana (FUT+); Un par de empresarios buscando mejorar las relaciones en el trabajo (PATRÓN SEGURO); Un producto que busca la pureza (UMA FILTROS) y Un emprendimiento lleno de sabor (XANA). Panel de inversionistas: Marcus Dantus, Alejandra Ríos, Marisa Lazo, Amaury Vergara y Alejandro Litchi. |             |               |                          |
| 116 | 3           | «Episodio 3»  | 15 de julio de 2022      |
| Panel de inversionistas: Marcus Dantus, Braulio Arsuaga, Alejandra Ríos, Amaury Vergara y Ernesto Coppel. |             |               |                          |
| 117 | 4           | «Episodio 4»  | 22 de julio de 2022      |
| Panel de inversionistas: Marcus Dantus, Braulio Arsuaga, Alejandra Ríos, Amaury Vergara y Alejandro Litchi. |             |               |                          |
| 118 | 5           | «Episodio 5»  | 29 de julio de 2022      |
| Panel de inversionistas: Marcus Dantus, Braulio Arsuaga, Alejandra Ríos, Amaury Vergara y Ernesto Coppel. |             |               |                          |
| 119 | 6           | «Episodio 6»  | 1 de agosto de 2022      |
| Panel de inversionistas: Marcus Dantus, Alejandra Ríos, Marisa Lazo, Amaury Vergara y Alejandro Litchi. |             |               |                          |
| 120 | 7           | «Episodio 7»  | 5 de agosto de 2022      |
| 121 | 8           | «Episodio 8»  | 12 de agosto de 2022     |
| Panel de inversionistas: Marcus Dantus, Alejandra Ríos, Marisa Lazo, Amaury Vergara y Alejandro Litchi. |             |               |                          |
| 122 | 9           | «Episodio 9»  | 19 de agosto de 2022     |
| Panel de inversionistas: Marcus Dantus, Braulio Arsuaga, Alejandra Ríos, Amaury Vergara y Ernesto Coppel. |             |               |                          |
| 123 | 10          | «Episodio 10» | 26 de agosto de 2022     |
| Panel de inversionistas: Marcus Dantus, Alejandra Ríos, Marisa Lazo, Amaury Vergara y Alejandro Litchi. |             |               |                          |
| 124 | 11          | «Episodio 11» | 1 de septiembre de 2022  |
| 125 | 12          | «Episodio 12» | 9 de septiembre de 2022  |
| 126 | 13          | «Episodio 13» | 16 de septiembre de 2022 |
| 127 | 14          | «Episodio 14» | 23 de septiembre de 2022 |
| 127 | 15          | «Episodio 15» | 23 de septiembre de 2022 |
| Panel de inversionistas: Marcus Dantus, Braulio Arsuaga, Alejandra Ríos, Amaury Vergara y Alejandro Litchi. |             |               |                          |
| 127 | 16          | «Episodio 16» | 23 de septiembre de 2022 |
| Panel de inversionistas: Marcus Dantus, Braulio Arsuaga, Alejandra Ríos, Amaury Vergara y Ernesto Coppel. |             |               |                          |
| 127 | 17          | «Episodio 17» | 23 de septiembre de 2022 |
| Panel de inversionistas: Marcus Dantus, Alejandra Ríos, Marisa Lazo, Amaury Vergara y Alejandro Litchi. |             |               |                          |
| 127 | 18          | «Episodio 18» | 23 de septiembre de 2022 |
| Panel de inversionistas: Marcus Dantus, Braulio Arsuaga, Alejandra Ríos, Amaury Vergara y Ernesto Coppel. |             |               |                          |
| 127 | 19          | «Episodio 19» | 23 de septiembre de 2022 |
| Panel de inversionistas: Marcus Dantus, Alejandra Ríos, Marisa Lazo, Amaury Vergara y Alejandro Litchi. |             |               |                          |
| 127 | 20          | «Episodio 20» | 23 de septiembre de 2022 |
| un horno especial para tu pizza nos espera en el tanque con (Pizza Pan); la dieta Keto nunca había sido tan rica y nutritiva (Healthy Brand); las prótesis ahora estarán disponibles para nuestros amigos de 4 patas (Orto Vets); hay muchas pinturas pero hay algunas que son especiales para el arte (Shake Well Paint).           |             |               |                          |

### Temporada 8 (2023)
| N.º (total)                                                                                          | N.º (temp.) | Título       | Estreno Original   |
| --- | ----------- | ------------ | ------------------ |
| 128                                                                                                  | 1           | «Episodio 1» | 7 de julio de 2023 |
| Panel de inversionistas: Marcus Dantus,Alejandra Ríos, Marisa Lazo, Amaury Vergara y Brian Requarth. |             |              |                    |